# Блонь
Настоящая статья — о населённом пункте в Белоруссии. О молодых слоях древесного ствола читайте статью Заболонь.

Блонь — агрогородок в Пуховичском районе Минской области Белоруссии. Административный центр Блонского сельсовета.

## Население
- 2010 год — 1740 человек
- 1999 год — 1825 человек

## История

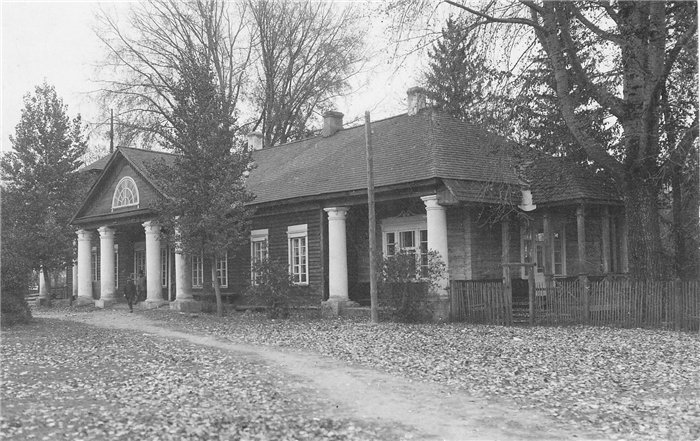
Усадьбa Бонч-Осмоловских до революции.

Бывшее поместье Блонь Игуменского уезда Минской губернии принадлежало разным лицам. Один из них, Иосиф Бака, основал в Блони миссию иезуитов. Иосиф (1707—1780), сын Адама Баки, казначея мстиславского, в 1723 году вступил в орден иезуитов и построил в 1742 году в Блони деревянный костел, а в 1745 году — деревянный монастырь (дом, который стал резиденцией иезуитской миссии). По местным преданиям, храм и резиденция соединялись подземным ходом. После смерти Иосифа Баки имение Блонь перешло в собственность иезуитов, но деятельность иезуитской миссии была запрещена.

В начале XIX века имение недолго было у Панинских, а потом у Оссовских герба Долэнга. За участие владельца имения Антона Оссовского в восстании 1863 года, поместье было конфисковано властями.

В 1868 году Иосифу Александровичу Бонч-Осмоловскому герба Боньча (правильно Бонча), действительному статскому советнику, председателю минской Палаты уголовного и гражданского суда было предложено купить имение Блонь по льготной цене в рассрочку. По иронии судьбы его сын А. О. Бонч-Осмоловский стал народовольцем, революционером. Отец завещал усадьбу сыну без права продажи
Анатолий рассказывает о непрерывных спорах с отцом о политике, но пишет о нём как о «демократе»:

«Освободительная эпоха сильно повлияла на него; он воспринял прогрессивные взгляды, сделался, как тогда называли, „красным“, поэтому был назначен в Рославль мировым посредником первого призыва [в начале 1860-х годов]. Задача мировых посредников первого призыва была проводить реформу освобождения крестьян на местах, наделять их землей, составлять уставные грамоты о наделении землей и, вообще, быть посредниками между крестьянами и помещиками при осуществлении реформы. Правительство в этот период (начало 1860‑х гг.) было ещё либеральным, и поэтому мировые посредники первого призыва назначались люди более порядочные, прогрессивного, демократического направления. Защищая в этих спорах интересы крестьян, отец возбудил против себя негодование помещиков-крепостников; они делали ему всякие неприятности…»
По списку землевладельцев Пуховичской волости Минской губернии 1889, подготовленного И. Е. Кравцовым, Анатолий Осипович Бонч-Осмоловский (сын), дворянин, православный, владел имениями:
Блонь Пуховичской волости — 880 десятин земли
Фольварк Сиротка Пуховичской волости — 160 десятин земли
Фольварк Борисовка Пуховичской волости — 90 десятин земли
Фольварк Ровчаг (Ровкач) Пуховичской волости — 95 десятин земли
Фольварк Леусово (Любин) Пуховичской волости — 20 десятин земли.
А. О. Бонч-Осмоловский в 1879 году вошел в партию «Черный передел», не порывая связей с народовольцами. Находился в тесных отношениях с Аксельродом, Преображенским, Плехановым, Кибальчичем, но был противником террора…

"…поскольку [был] убежден в неприятии радикальных методов борьбы простым народом и «обществом».
В конце 1890-х годов образовалась Рабочая партия политического освобождения России, одним из руководителей которой вместе с С. Ф. Коваликом был А. О. Бонч-Осмоловский. Среди жителей Блони и соседних деревень усилилась революционная агитация.

В 1899 году А. О. Бонч-Осмоловский со своей женой В. И. Бонч-Осмоловской (Ваховской) основали в деревне Блонскую крестьянскую организацию, в которой вели образовательно-просветительскую деятельность среди крестьян. Она просуществовала до 1908 года. В этой тайной организации саморазвития и взаимопомощи насчитывалось около 20 человек: Н. и А. Цехановичи, Н. и С. Мигуцкий, Р. Абрачинский, М. Воскобойник, А. Буцанец и другие. Бонч-Осмоловские давали крестьянам книги, оказывали им материальную помощь. На собраниях кружковцы обсуждали политические и экономические проблемы, распространяли революционную литературу. Под влиянием кружка находились и жители соседних деревень — Клетное, Кляцишин, Синча, Теребуты. Бонч-Осмоловские отдали своих детей учиться в местную сельскую школу, которую построили на свои деньги, а летом отправляли своих детей в работники к крестьянам.

В 1898—1899 годах в имении несколько месяцев жила народница Е. К. Брешко-Брешковская. Также в Блони после ссылки живал народоволец С. Ф. Ковалик, приезжали народники Г. А. Гершуни, Е. К. Судиловская, Е. В. Никифорова и Л. П. Никифоров, марксисты С. Мержинский и П. Румянцев, писатель Е. Чириков и многие другие. В 1901 году кружок был разгромлен. Бонч-Осмоловский с сыном Иваном и М. Цехановичем были отправлены в ссылку. С ними по собственному желанию уехала дочь А. О. Бонч-Осмоловского, Ирина. Остальные участники были взяты под надзор полиции.
В усадьбе Блонь жандармы во время обысков обнаружили обширное хранилище запрещенной литературы, которая поступала в Блонь из-за рубежа и передавалась в Петербург.

В 1903 году вокруг крестьянина В. Котка (Федоренчика), находившегося под влиянием эсеров, начал складываться новый кружок. У него вошли жители Блони В. Ковальчук, Г. Сорочинский, В. Цеханович и А. Буцанец. Сходки проводили в доме В. Слаболера. Участники кружка распространяли среди крестьян антиправительственные и антирелигиозные взгляды. Однако уже в мае 1903 Коток был выслан на жительство в Минск, и деятельность кружка была приостановлена. Снова активизировалась в конце 1904 года, после возвращения из ссылки А. О. Бонч-Осмоловского и М. Цехановича, которые в 1905 году основали общину Всероссийского крестьянского союза — в работе её принимали участие эсеры и представители минских организаций РСДРП.
Усилиями революционных партий в Блони началась подготовка крестьян-агитаторов, которые расходились по соседним имениям и селах. Нанимаясь батраками, кузнецами и плотниками, они вели массовую пропаганду революционных идей, готовили выступления крестьян против помещиков. С помощью сознательных крестьян — М. Лукашика, М. Цехановича, Котка, С. Мигуцкого, Зак. Воскобовича, В. Шибайло регулярно проводились митинги, которые собирали до 500 человек из окрестных мест.

А. О. Бонч-Осмоловский и Р. Гайдук участвовали во Учредительном съезде Всероссийского крестьянского союза, 31.07 — 1.08.1905.

«В 1906 г. [Анатолий Осипович] арестован в Петербурге с тюками нелегальной литературы. Судился по этому делу Петербургск[ой] суд[ебной] палатой (обвинялся по 2 ч. 132 ст. 4 ч. 4 п.), приговором которой 25 ноября 1909 г. оправдан. <…> Весной 1908 г. арестован в Блони вместе с женой, племянником [Владимиром Ваховским] и рядом крестьян и привлечен к дознанию по делу о Блонском крестьянском союзе, как филиале Всероссийск[ого] Крест[ьянского] союза, и о революц[ионной] организации евреев-рабочих м[естечка] Пуховичи. Ок[оло] года содержался в Минской тюрьме, затем освобожден под залог. Судился выездной сессией Виленск[ой] судебн[ой] палаты в Минске в 1910 г. по 102 ст. 4 ч. 4 п. и, в виду благоприятных для него показаний свидетелей-крестьян и рабочих, оправдан. По протесту прокурора приговор кассирован Сенатом. При вторичном рассмотрении дела в том же 1910 г. приговорен к 9 мес[яцам] тюремн[ого] заключения с зачетом предварит[ельного] содержания под стражей».
Во время Первой мировой войны Анатолий Осипович работал в общественных организациях помощи беженцам.
После Октябрьской революции выбран членом исполнительного комитета Владимирского Совета крестьянских депутатов, гласный Московской городской думы в 1917 г. Делегат Всебелорусского съезда в Минске.

Когда точно Бонч-Осмоловские уехали из Блони в период Октябрьской революции — неизвестно. Анатолий Осипович в 1918 году жил в Минске, писал статьи по экономическим вопросам в «Экономической жизни Белоруссии», заведовал совхозом близ Минска.

В годы Первой мировой войны А. О. Бонч-Осмоловский расстался с Варварой Ивановной и основал новую семью, у них появилось трое детей. А. О. Бонч-Осмоловский умер в 1930 году, похоронен, как и В. И. Ваховская, на Новодевичьем кладбище.

От первого брака старший сын Иван Анатольевич — юрист, составил сборник выступлений членов Трудовой фракции Государственной Думы первого созыва. Умер в 1969 году, прожив 88 лет.

Дочь Ирина, врач, хирург на фронтах Первой мировой войны в 1915—1917 годах. С августа 1933 года она жила в Ленинграде. Умерла во время блокады в декабре 1941 года.

Второй сын Родион, экономист. В 1917—1920 годах Родион Анатольевич — председатель Игуменского продовольственного комитета (того уезда, где находилось имение Блонь), затем председатель Игуменской уездной земской управы, член Минского губернского земельного комитета, заведующий общественным питанием в Минском городском продовольственном комитете. С 1923 года он секретарь, а с 1925 году — председатель сельскохозяйственной секции Госплана БССР и член президиума Государственной плановой комиссии при СНК БССР. В 1930 году арестован органами ГПУ БССР вместе с Гавриилом Горецким. Работал шесть лет на строительстве Беломорканал. В июне 1938 года был арестован повторно в Чимкенте и убит на допросе в октябре 1938 года.

Младший сын Глеб, археолог. С 1930 по 1933 годы Глеб Анатольевич — старший научный сотрудник Государственной академии истории материальной культуры (ГАИМК, позже ИИМК — Институт истории материальной культуры АН СССР), старший специалист и заведующий четвертичным отделом Геологического института АН СССР (отдел, по свидетельству П. П. Ефименко, был создан Глебом Анатольевичем), член правления Ленинградского отделения РОПИК (Российского общества по изучению Крыма), член руководства Ассоциации по изучению четвертичного периода Европы (INQUA). Репрессирован в 1934 году по «Делу славистов». После трех лет лагерей жил под Ленинградом. В 1941 году его реабилитировали. Умер в эвакуации в 1943 году. Могила в Казани — памятник федерального значения.

Усадьба Блонь существует и теперь в качестве районного краеведческого музея. В нескольких залах оформлен интерьер из мебели XIX столетия, подаренной М. А. Бонч-Осмоловской. Она принадлежала Глебу Анатольевичу Бонч-Осмоловскому, деду М. А. Бонч-Осмоловской, и привезена из его Петроградской квартиры.

## Достопримечательности

### Районный краеведческий музей (бывший усадебный дом Бонч-Осмоловских)

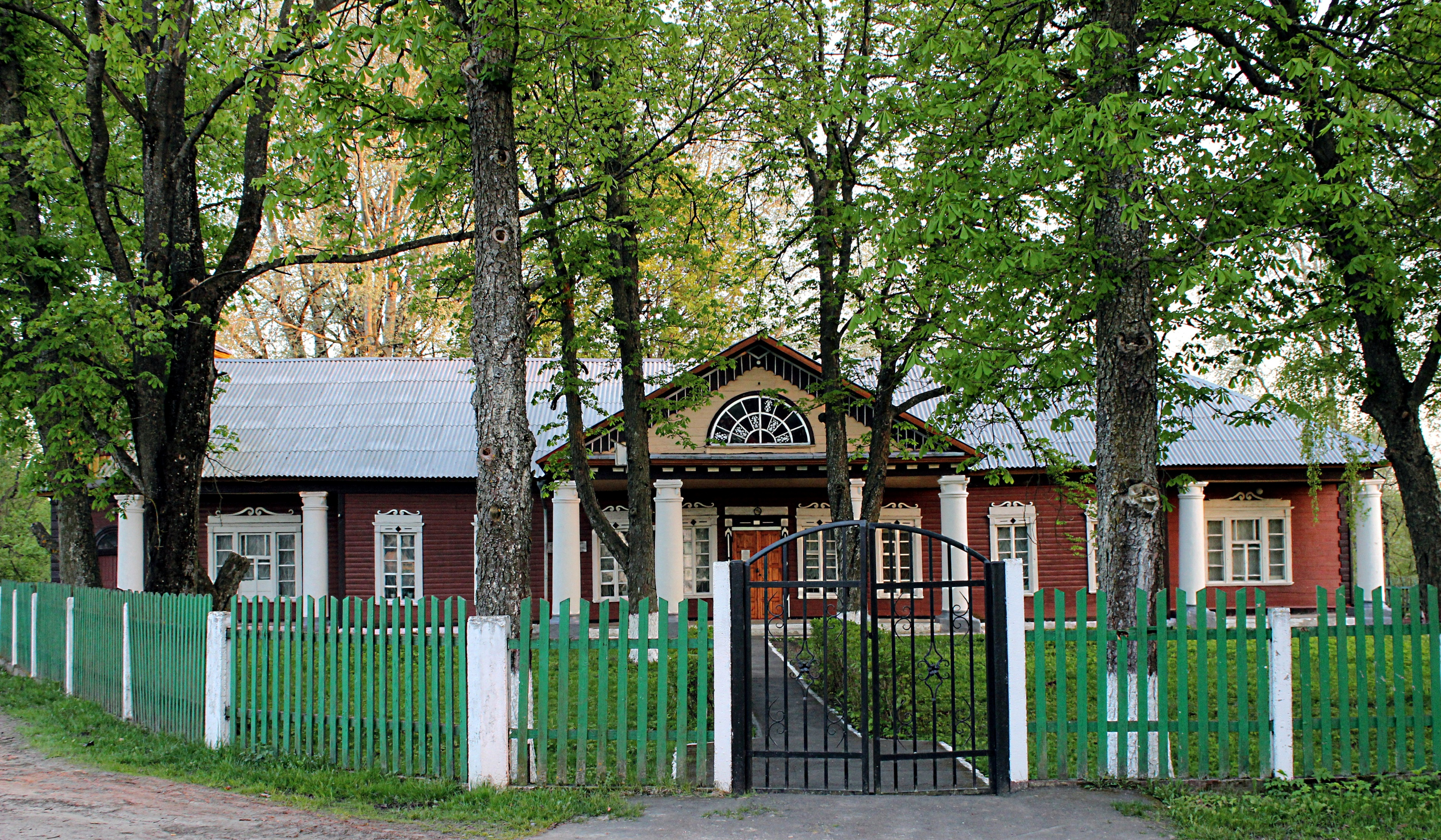
Усадебный дом Бонч-Осмоловских в Блони, сейчас районный краеведческий музей.

При Бонч-Осмоловских, с 1870-х годов, имение Блонь включало в себя: усадебный дом, два жилых флигеля, водяную мельницу, крахмальный завод, молочную ферму, маслобойню, сыроварню, мастерские, столовую для рабочих, баню, беседку и другие постройки.

План постройки усадьбы определялся положением на берегу реки Титовка. Усадебный дом расположен у гребня террасы, которая круто обрывается к руслу реки. Парадная часть усадьбы имеет черты, характерные для небольших усадеб эпохи позднего классицизма, но исследователь Т. В. Габрусь относит это здание к стилю эклектики. Дом одноэтажный и прямоугольный в плане, покрытый вальмовой крышей. В центральной части главного фасада находится широкий портик с четырьмя каменными тосканскими колоннами, поддерживающих фронтон с люкарной на тимпане. Фасад обшит горизонтально. Торцы здания выполнены в виде лоджий, выделенных парами колонн с импровизированными капителями. Также на фоне обшивки выделяются плинтусы проемов и угловой руст.

Внутри здание имеет анфиладную композицию с вестибюлем в центре. По торцам дома находятся две большие залы.

Оконные и дверные проёмы, а также колонны были окрашены в светлый цвет, а общий фон здания был тёмным. Такую же колористику сохранили они и до наших дней.

В начале XX века А. О. Бонч-Осмоловский пристроил к левому торцу здания двухэтажный ризалит башенного типа.

«Дом имел два крыльца: с бокового, западного, и южного фасадов. … Положением дома на высоком берегу определяется обзор красочных заречных далей. … Непосредственно сам парк небольшой, около 4 га. Он тянется вдоль реки, которая, плавно изгибаясь, определяет его абрис. Основные перспективы, как уже отмечалось, ориентированы были на пойму, которая визуально являлась частью парка. Парк начинался от небольшого, протекающего в глубоких берегах ручья, занимает территорию между флигелями и усадебным домом. Затем тянется узкой полосой между усадебным домом и гребнем террасы. Далее, в связи с изгибом русла, постепенно расширяется в юго-восточном направлении и завершается очаровательной липовой аллеей. В прошлом она служила прогулочным маршрутом по окраине усадьбы, соединяя сад и пойму».
Раньше деревья закрывали фасад усадебного дома. К празднику 500-летия рода Бонч-Осмоловских в октябре 2012 года директор блонского музея А. А. Пранович и коллектив сотрудников провели большую работу по воссозданию исторического вида усадьбы: на здание была положена новая крыша, разросшиеся деревья перед фасадом дома убраны, территория облагорожена.

### Деревянная церковь Святой Троицы

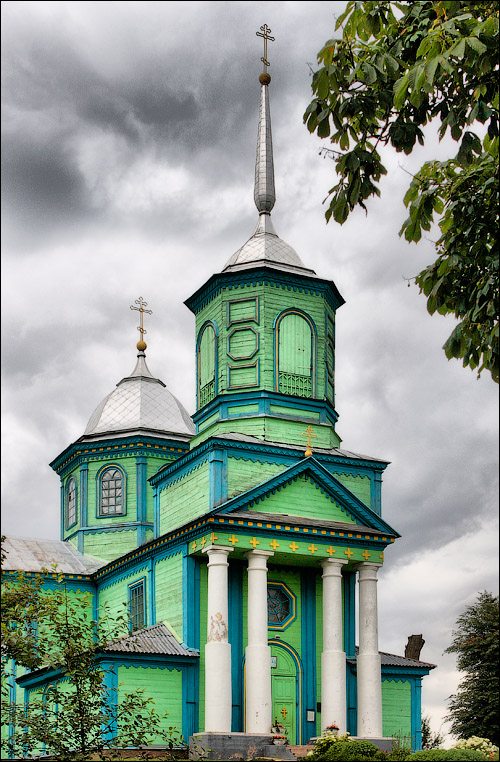
Церковь Святой Троицы.

Действующая церковь, памятник архитектуры классицизма. Построена в 1826 году.
Здание симметрично прямоугольное в плане, с 5-гранной апсидой. Композиция здания основана на чередовании разновысоких объёмов. Колокольня с высоким шпилем над притвором (восьмерик на четверике), 8-гранный световой барабан со шлемовидным куполом над средокрестием. Главный и боковые фасады имеют высокую центральную часть, обрамлённую низкими объёмами. Треугольный фронтон главного фасада поддерживают четыре каменные колонны, образующие монументальный входной портик. Горизонтально обшиты стены завершены карнизом с поясом «сухариков», резным фризом геометрической арнаментации, а также прорезаны прямоугольными и 8-гранными оконными проёмами. В барабане оконные проемы закруглённые. Основная часть интерьера разделена 2 рядами невысоких колонн из кирпича на три нефа. Боковые нефы значительно ниже центрального. Над притвором на таких же колоннах расположены хоры. Потолок подшивной, плоский, в барабане — пирамидальный, гранёный..
В 1930-х годах в церкви служил священник Александр Шалай, родившийся в 1879 году в Слуцке. В августе 1935 года церковь была закрыта советской властью и с неё сняли колокола, но священник остался жить в Блони, проводя службы по домам верующих. Во время Всесоюзной переписи населения в 1937 году он организовал сбор подписей за возрождение церкви. 6 августа 1937 года Александра Шалая арестовали, позже расстреляли, обвинив в антисоветской агитации. Семью священника выслали. Александр Шалай был посмертно признан священномучеником..

## Утраченное наследие

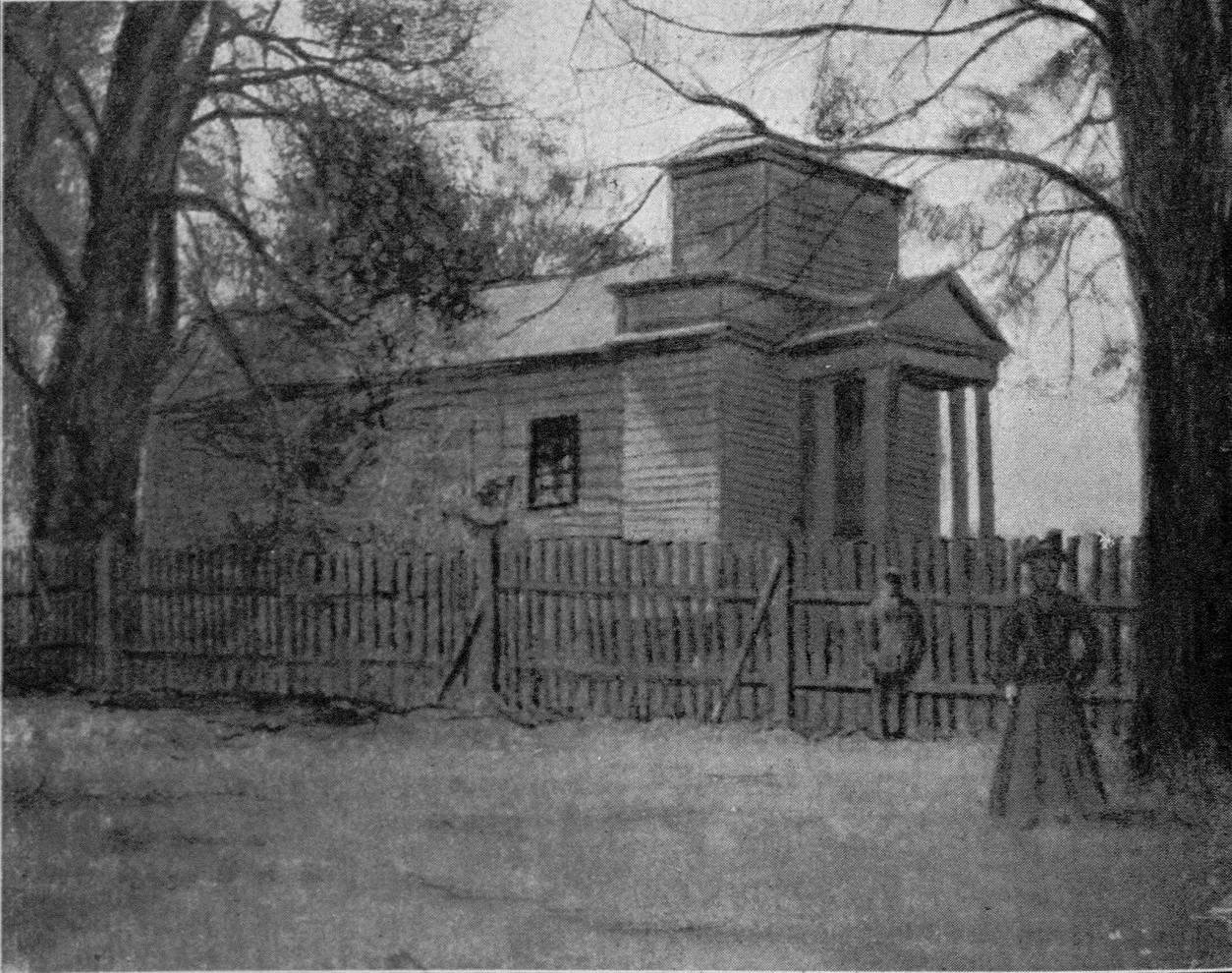
Костел иезуитов в Блони. Изображение XIX в. (из книги А. Кулагина «Католические храмы Беларуси»)

Здание костёла и монастыря иезуитов было построено из дерева. Прямоугольный сруб под двускатной крышей на главном фасаде был выделен 2-ярусной четвериковой колокольней и 4-колонным портиком при входе. Сведения о нём дошли до нас согласно рисунку XIX века. Существует неподтвержденная версия, что деревянное здание монастыря стало основой для усадьбы Бонч-Осмоловских, что не могло быть, так как костёл и монастырь были утрачены до середины XIX века, до появления там Оссовских. Бонч-Осмоловский купил имение Блонь после Оссовских, в 1868 году..

## Братские могилы погибших во время Великой Отечественной войны
Они находятся на северо-восточной окраине Блони, рядом с пересечением автодорог Минск — Бобруйск и Марьина Горка — Пуховичи. Там похоронено 18 воинов, погибших во время Великой Отечественной войны в боях за освобождение Белоруссии. Обелиск на могиле поставлен в 1950 году. Восемь погибших были перезахоронены в эту братскую могилу в 1953 году из захоронений в селах Заречье, Скобровка и Крупка..
В урочище «Попова горка» находится братская могила, где похоронены 1290 убитых евреев — узников гетто в Марьиной Горке и Пуховичах, там же — братская могила 30 партизан.

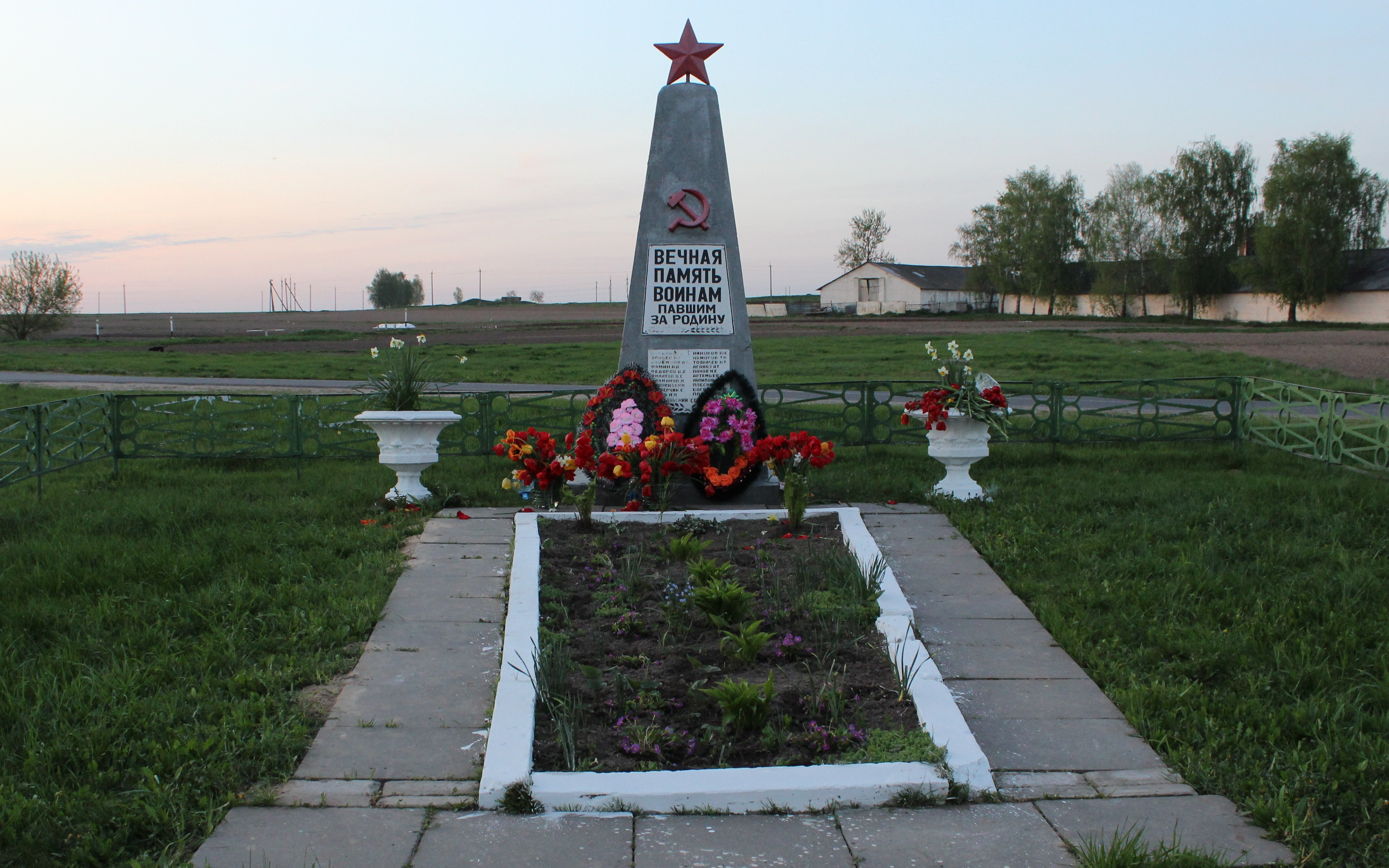
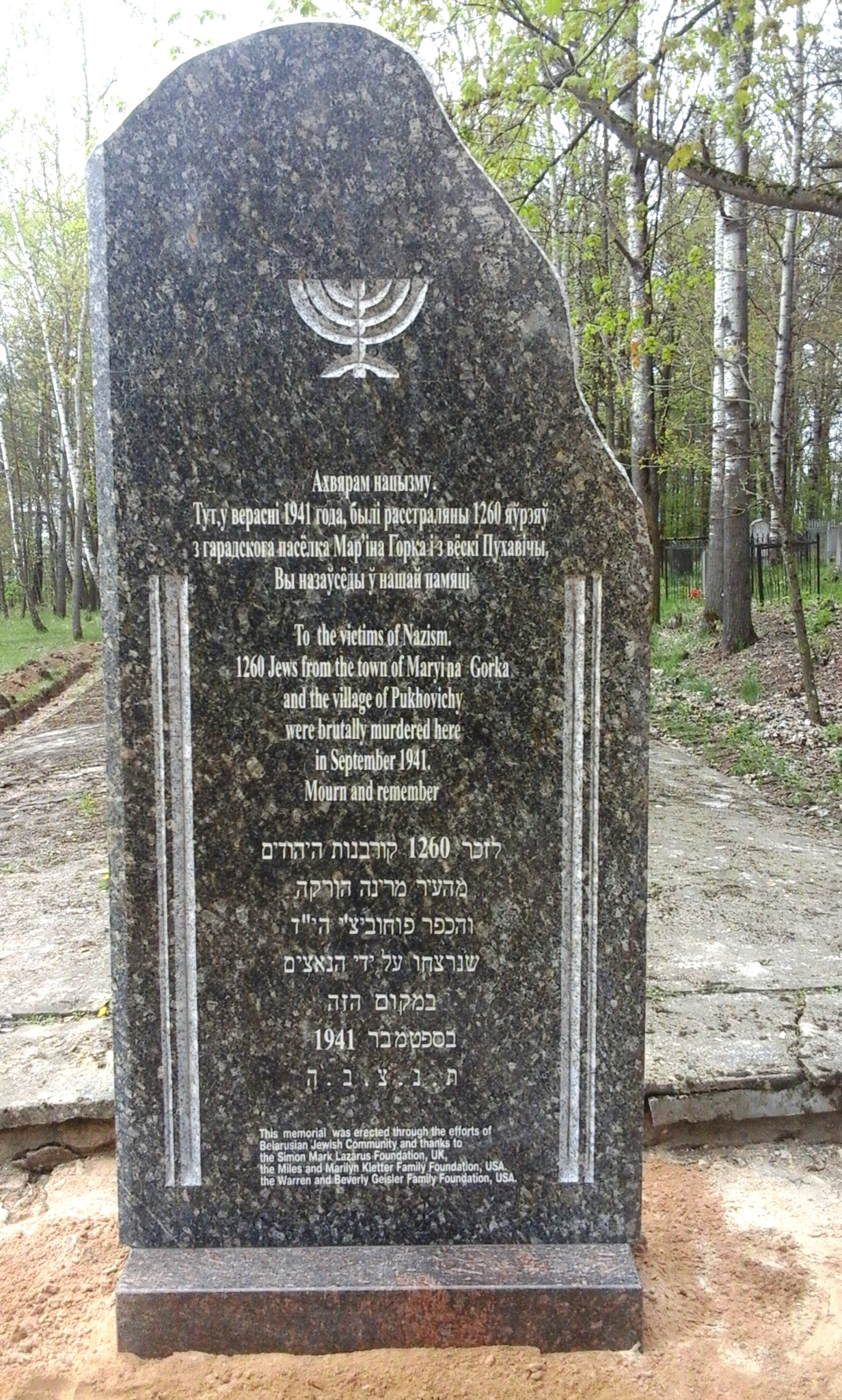
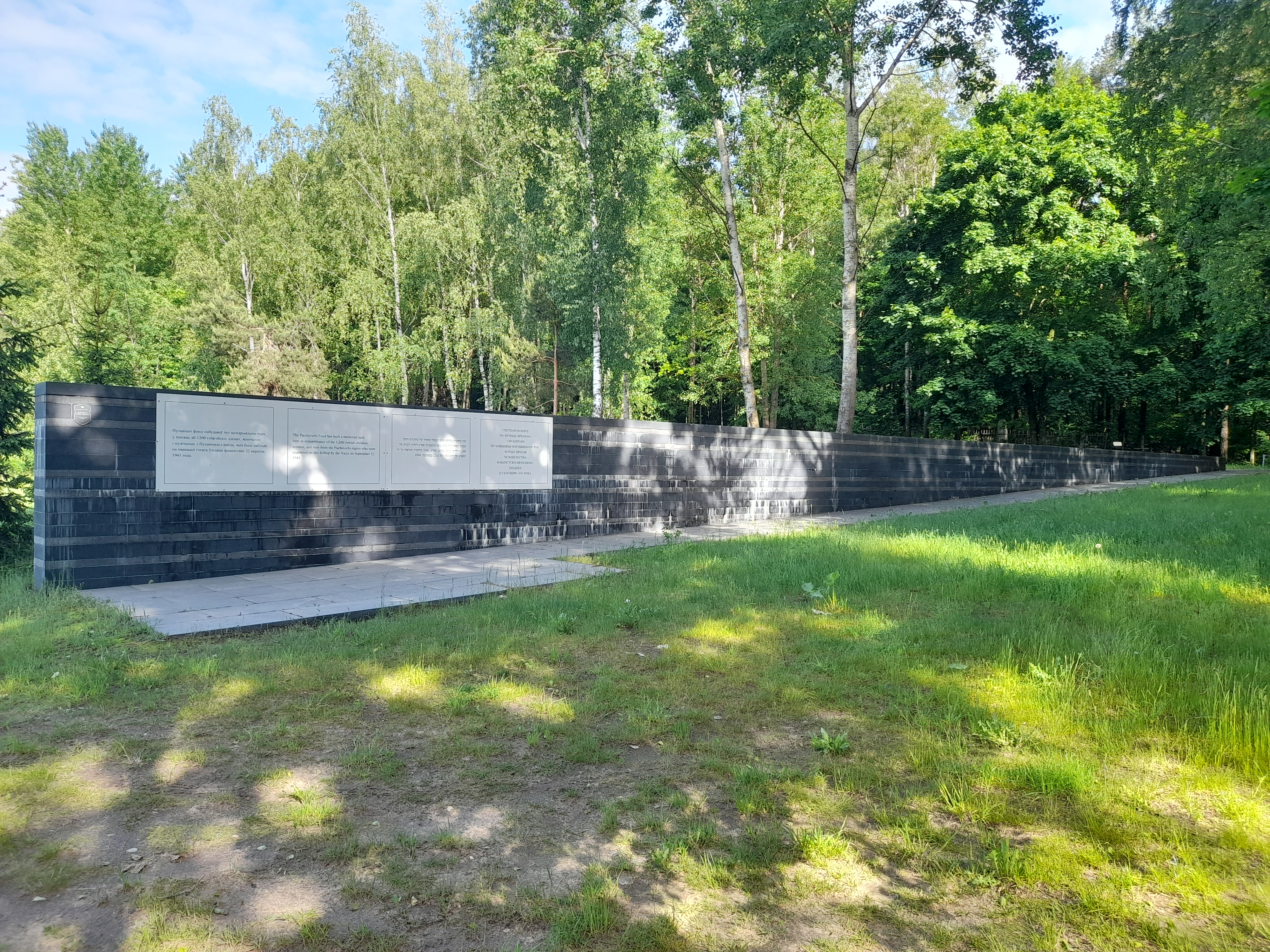
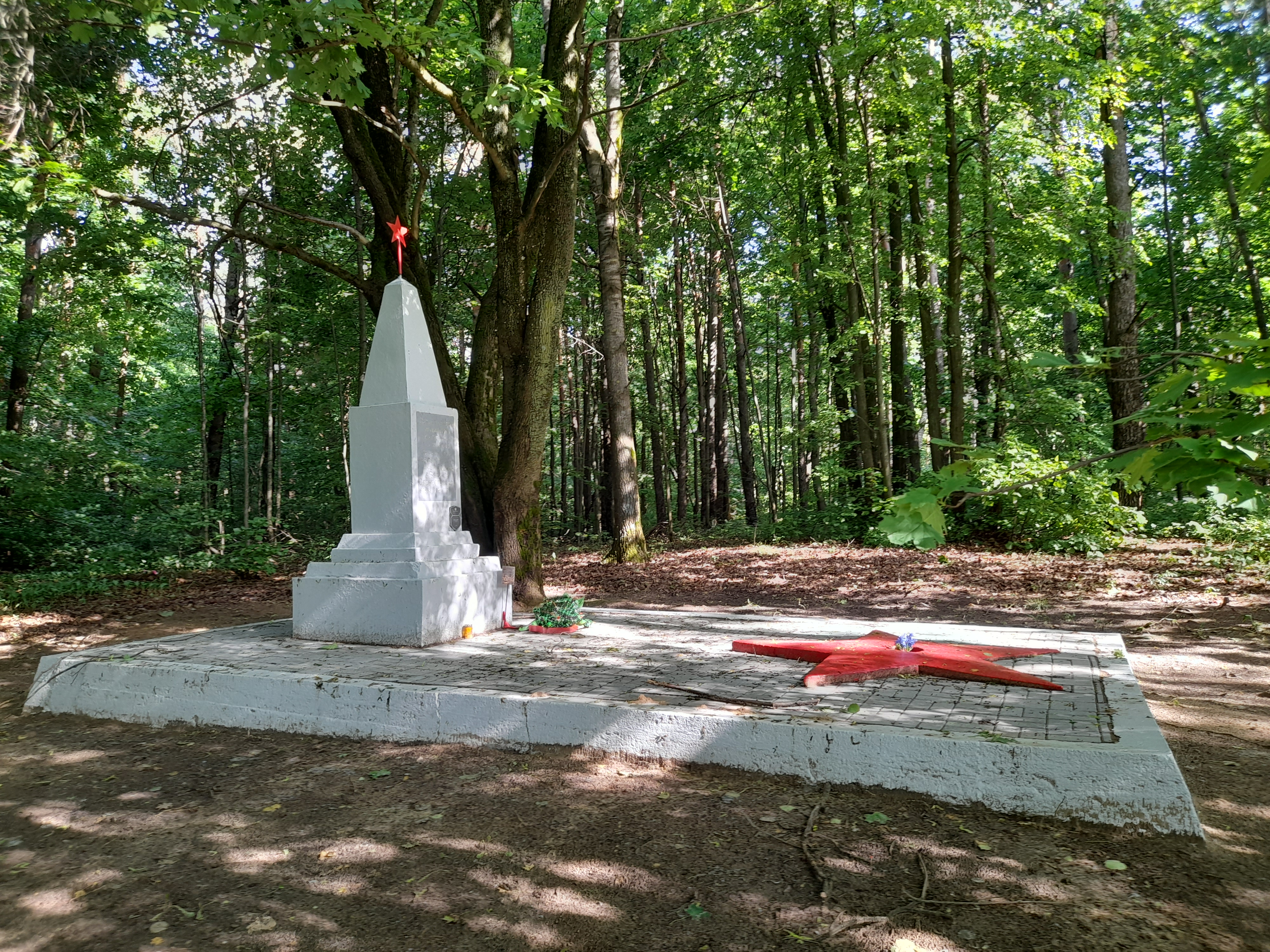

## Блонь сегодня

На фотографиях:
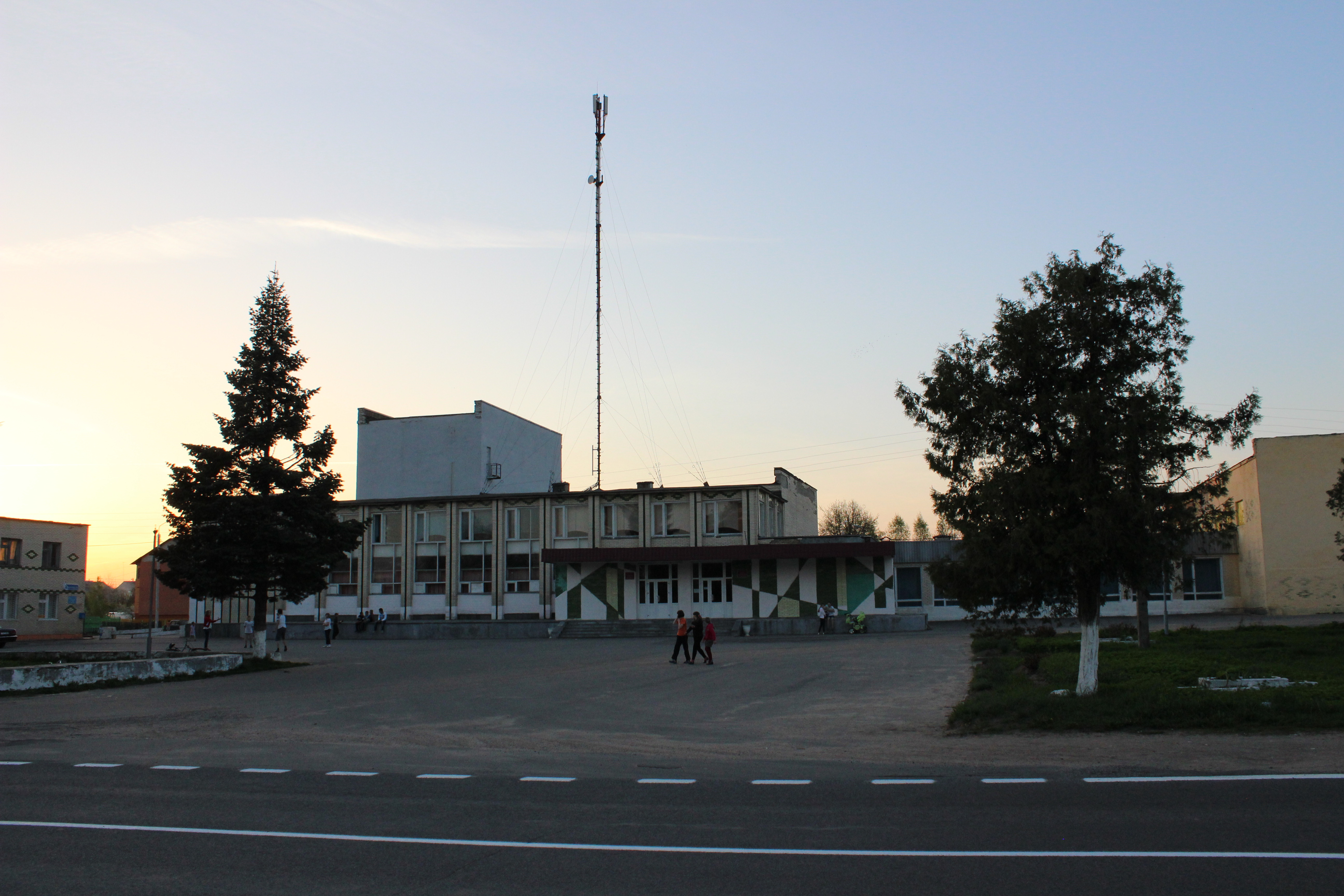
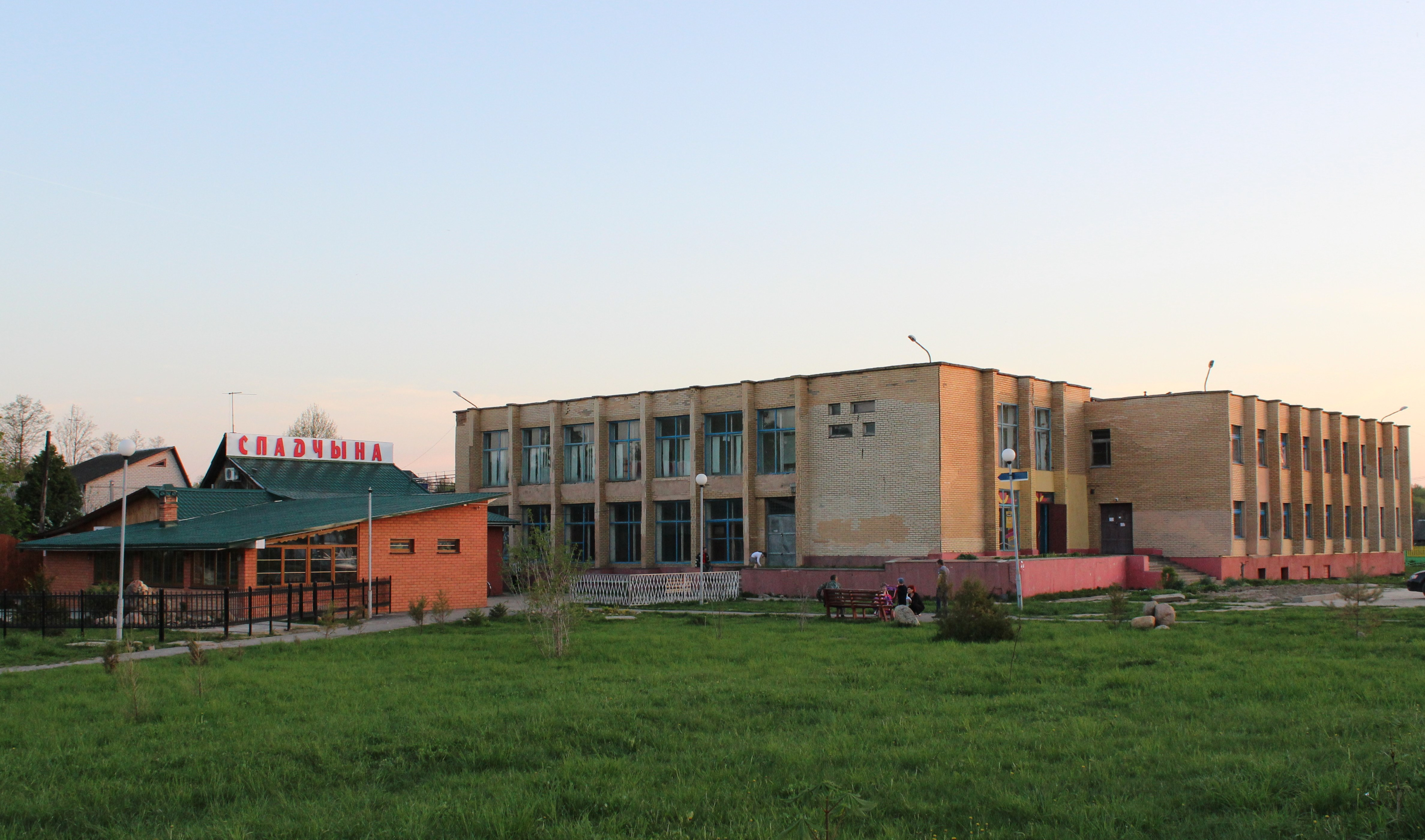